# Rosentwist
Rosentwist var en svensk adelsätt, adlad 1695 och introducerad 1697. Ätten, som ursprungligen skrev sig Twist, härstammade enligt traditionen från England. Ätten utslocknade på svärdssidan 1938 med konsul Birger Rosentwist på Riseberga gård i Riseberga socken. Han var bosatt i Providence i Rhode Island och vicekonsul i Boston. Ätten utslocknade på spinnsidan 1964.